# 切定郎巴沟遗址
切定郎巴沟遗址，位于中国青海省玉树县仲达乡歇格村，为青海省市县级文物保护单位，公布日期为1988年5月25日，类型为古遗址。
切定郎巴沟遗址的历史年代为青铜时代。